# Bachtijar Dujszobekow
Bachtijar Dujszobekow (ros. Бахтияр Дуйшобеков; ur. 3 czerwca 1995) – kirgiski piłkarz grający na pozycji defensywnego pomocnika. Od 2018 jest zawodnikiem klubu Bashundhara Kings.

## Kariera piłkarska
Swoją karierę piłkarską Dujszobekow rozpoczął w klubie Dinamo-MWD Biszkek, w którym w 2012 roku zadebiutował w pierwszej lidze kirgiskiej. W tym samym roku odszedł do klubu Abdysz-Ata Kant. W 2014 roku wywalczył z nim wicemistrzostwo Kirgistanu.
W 2016 roku Dujszobekow przeszedł do białoruskiego Krumkaczy Mińsk. Następnie grał w piątoligowym tureckim Eğirdirsporze. W 2017 wrócił do Kirgistanu i do 2018 grał w Dordoju Biszkek, z którym w 2018 wywalczył mistrzostwo i Puchar Kirgistanu.
Jeszcze w 2018 roku Dujszobekow trafił do malezyjskiego Kelantan FA, a następnie do klubu Bashundhara Kings z Bangladeszu.

## Kariera reprezentacyjna
W reprezentacji Kirgistanu Dujszobekow zadebiutował 11 czerwca 2015 w wygranym 3:1 meczu eliminacji do MŚ 2018 z Bangladeszem. W 2019 roku powołano go do kadry na Puchar Azji.